# Advanced Composition Explorer
Advanced Composition Explorer, zkráceně ACE, je americká vědecká družice, určená ke studiu chemického a izotopového složení hmoty pocházející ze sluneční koróny, meziplanetárního, lokálního mezihvězdného a mezigalaktického prostředí. Obíhá librační centrum L1 soustavy Země-Slunce. Pro udržení této pozice má dostatek paliva až do roku 2024.

## Popis

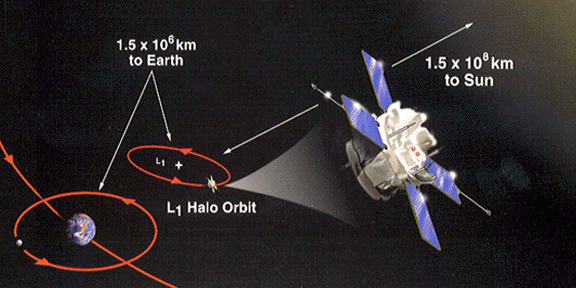
Znázornění pozice družice ACE v libračním centru L1

Základní konstrukce vychází ze výzkumné družice Charge Composition Explorer vypuštěné v rámci programu Active Magnetospheric Particle Tracer Explorer (AMPTE). Skládá se z dvou osmibokých hranolů o rozměrech 1,6 metru napříč a 1 metr na výšku. O dodávku elektrické energie se starají čtyři křemíkové solární panely o výkonu 464 wattů (440 W po pěti letech provozu). Díky povaze mise, kdy je družice natočena ke slunci pod stále stejným úhlem, mohou být solární panely fixní a celá konstrukce se tím zjednodušila. Stabilizace je zajištěna rotací kolem podélné osy rychlostí 5 otáček za minutu. Pro dosažení přesné dráhy a její následné udržení byla družice vybavena pohonným systémem s celkem šesti tryskami. Čtyři trysky jsou umístěny v ose a řídí rychlost v ose rotace. Dalších šest trysek je umístěno v radiální rovině a jejich úkolem je korigování rychlosti v této rovině a zároveň udržování rotace tělesa družice. Jako palivo slouží hydrazin a motory slouží na principu přetlakové dodávky pohonných látek (Raketový motor na kapalné pohonné látky#Přetlakový cyklus), kdy jako zdroj tlaku tlaku v systému slouží stlačený dusík. Při startu bylo na palubě vezeno 195 kg hydrazinu, což podle odhadů vystačí na udržení pozice až do roku 2024. Přenos dat a řídících povelů je realizován prostřednictvím sítě DSN. Družice je vybavena dvěma nezávislými komunikačními systémy, pracujícími v pásmu S a palubní pamětí o kapacitě dvou gigabite.

## Přístrojové vybavení

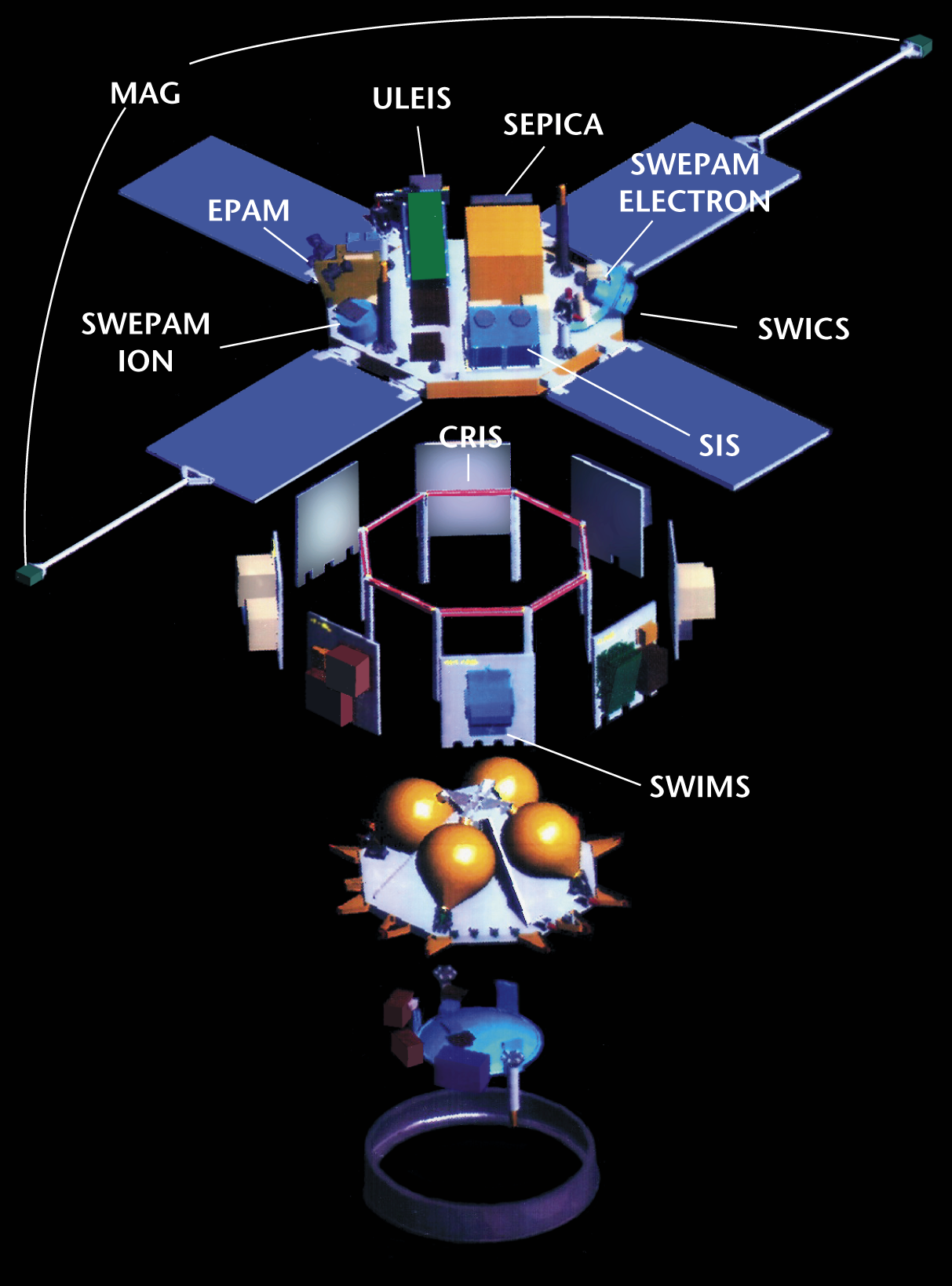
Popis přístrojů

CRIS, Cosmic Ray Isotope Spectrometer je spektrometr, určený ke sledování izotopového složení kosmického záření. Je schopný detekovat izotopy až do atomového čísla 30, tedy izotopy všech prvků od vodíků po zinek.
ULEIS, Ultra-Low Energy Isotope Spectrometer měří tok iontů v rozmezí od Helia až po Nikl. Detekuje ionty od 20 keV až 10 MeV.
SEPICA, Solar Energetic Particle Ionic Charge Analyzer studoval energetické částice vycházející ze slunce. Přístroj je od roku 2008 nefunkční.
SWIMS a SWICS, Solar Wind Ion Mass Spectrometer a Solar Wind Ion Composition Spectrometer jsou hmotnostní spektrometry, každý zaměřený na studium jiného spektra částic pocházejících ze slunce i mezihvězdného prostoru.
SIS, Solar Isotope Spectrometer je spektrometr, určený ke měření izotopového složení částic pocházejících ze slunce. Dokáže zaznamenávat jádra Helia až Niklu při energiích od ~10 do ~100 MeV.
EPAM, Electron, Proton, and Alpha Monitor je komplex pěti přístrojů pro měření iontů a elektronů v širokém pásmu energií, elektrony do 40 keV a ionty do 50 keV.
SWEPAM, The Solar Wind Electron, Proton, and Alpha Monitor je přístroj pro zkoumání směru a energií elektronů, plazmatu a iontů slunečního větru.
MAG je magnetometr pro studium lokálních meziplanetárních magnetických polí.
Data z přístrojů EPAM, MAG, SIS a SWEPAM jsou využívána také organizací NOAA pro předpovídání vesmírného počasí a monitorování anomálií ve sluneční aktivitě.